# Бейрд, Джордж
Джордж Хецель Бейрд (англ. George Hetzel Baird; 5 марта 1907 — 4 сентября 2004) — американский легкоатлет, который специализировался в беге на короткие дистанции.

## Биография
Олимпийский чемпион в эстафете 4×400 метров (1928).
Эксрекордсмен мира в эстафетах 4×400 метров и 4×440 ярдов.
Перед смертью в 2004 году был старшим из живых на тот момент олимпийских чемпионов США.